# 埃斯基谢希尔省
埃斯基谢希尔省（土耳其語：Eskişehir ili）是位于土耳其西北的一个省，首府埃斯基谢希尔。
埃斯基谢希尔省是文化大省，拥有多家著名的大学和研究机构。同时也是土耳其伟大文学家诗人尤努斯艾姆雷（Ynus Emre）的故乡
埃斯基谢希尔作为大学城有三所大学坐落在此：埃斯基谢希尔奥斯曼加齐大学、阿纳多鲁大学和埃斯基谢希尔技术大学。
同时，该省还拥有大量海泡石矿藏。